# 房植
房植（?—?），字伯武，甘陵國东武城县（今河北省衡水市故城县）人，东汉官员。
房植年轻时勤学，通经史。太尉李固推荐他为少府，后来历任光祿勳、河南尹。他和汉桓帝的师傅尚书周福同郡，当时清河人称：“天下规矩房伯武，因师获印周仲举（周福，字仲举）”。但二人不和，各自结党，网罗宾客，东汉的党人之争开始于此。永兴元年（153年）十月，房植继赵戒为司空。永寿元年（155年）四月，房植因南阳郡大水免职，韓縯继任。